# Chlorogomphus arooni
Chlorogomphus arooni är en trollsländeart som beskrevs av Syoziro Asahina 1981. Chlorogomphus arooni ingår i släktet Chlorogomphus och familjen kungstrollsländor. IUCN kategoriserar arten globalt som livskraftig. Inga underarter finns listade i Catalogue of Life.